# Clemens Eich
Clemens Eich (* 22. Mai 1954 in Rosenheim; † 22. Februar 1998 in Wien) war ein deutscher und österreichischer Schauspieler und Schriftsteller.

## Leben
Clemens Eich war der Sohn des Schriftstellerpaares Ilse Aichinger und Günter Eich. Er wuchs in Großgmain bei Salzburg auf. Von 1971 bis 1974 besuchte er eine Schauspielschule in Zürich. Von 1974 bis 1979 arbeitete er als Schauspieler in Landshut, am Theater in der Josefstadt in Wien, in Hamburg und am Schauspielhaus in Frankfurt am Main. Danach lebte er als freier Schriftsteller in Hamburg und Wien.
Clemens Eich erhielt 1980 den Förderpreis der Stadt Mannheim und 1996 den Mara-Cassens-Preis.
Er starb im Alter von 43 Jahren an den Folgen eines Treppensturzes in Wien.

## Werke
- Aufstehn und gehn. Gedichte. Fischer, Frankfurt am Main 1980, ISBN 3-596-22316-4
- Zwanzig nach drei. Erzählungen. Fischer, Frankfurt am Main 1987, ISBN 3-596-22356-3
- Das steinerne Meer. Roman. Fischer, Frankfurt am Main 1995, ISBN 3-10-017004-0
- Aufzeichnungen aus Georgien. Fischer, Frankfurt am Main 1999, ISBN 3-10-017007-5
- So. Theaterstück, 1984
- Gesammelte Werke. Fischer, Frankfurt am Main 2008, ISBN 978-3-10-017015-6

als Herausgeber
- Arthur Schnitzler: Beziehungen und Einsamkeiten. Fischer, Frankfurt am Main 1987, ISBN 3-596-25980-0